# ۱۱۹ گاو

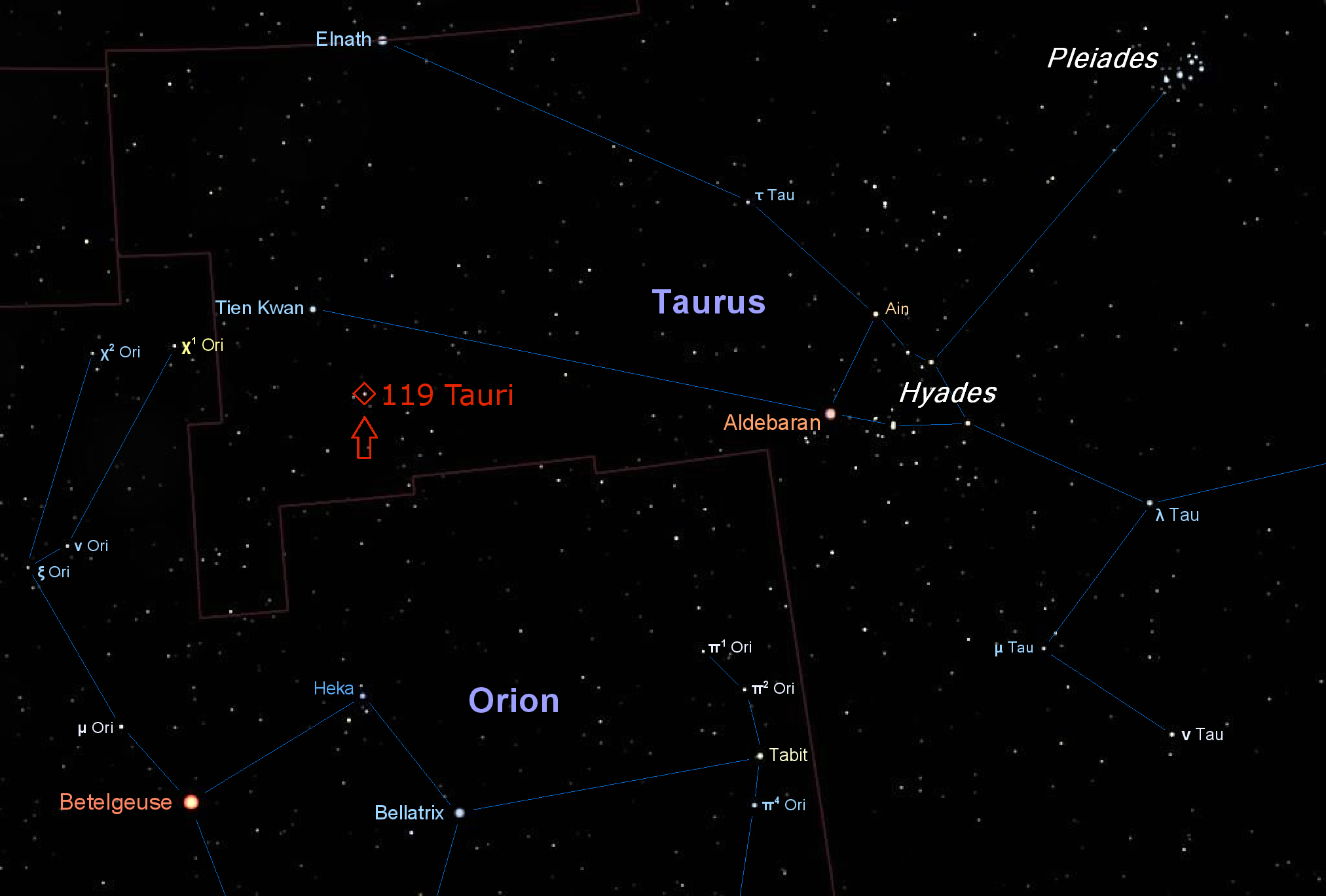
نمایی از موقعیت ستارهٔ «۱۱۹ گاو» - فلش قرمز

۱۱۹ گاو با قطری حدود ۵۱۰ قطر خورشید یکی از بزرگ‌ترین ستاره‌های شناخته شده‌است. این ستاره در صورت فلکی گاو قرار دارد.
۱۱۹ گاو یک ابرغول سرخ است.